# 칠버섯과
칠버섯과(Cystostereaceae)는 담자균강 구멍장이버섯목에 속하는 균류 과의 하나이다.

## 하위 속
- 칠버섯속
- 황금칠버섯속